# 紅釉暗花龍紋茶鍾
紅釉暗花龍紋茶鍾為明朝洪武時代的官窯作品，其通體施紅釉內壁印有五爪龍紋一對。為一盛裝器，高 5.2公分、口徑 10.2公分、足徑 4.3公分，外型撇口、弧壁、矮圈足，此類形制、尺寸似沿襲元大都出土的青花花卉紋帶托茶盞且此類作品不曾出現於元代之前，這或許與元末至明初隨著飲用芽茶的風氣，因而發展因應此茶制的新式茶鍾（也稱為茶盞）。洪武之後，一直至清代幾乎所有的茶鍾都是沿此形制。現藏於台北國立故宮博物院。

## 相似作品
寶石紅茶鍾為明朝宣德時代的官窯作品，通體施紅釉內無印飾。為一盛裝器，高 5.2公分、口徑 10.2公分、足徑 4.3公分，外型撇口，圓唇，深弧壁，矮圈足。釉色較鮮紅，口足均有白邊，白釉底部泛青，上刻劃「大明宣德年製」六自二行楷款，外加雙圈。此件作品深得清朝乾隆帝喜愛，用為的御用茶鍾並附新石器時代的凸緣玉璧作為茶托，凸緣壁上刻有乾隆御製詩。

## 其他
同時其作品青花穿蓮夔龍紋高足杯為釉裡紅之官窯作品，明洪武青花器作一般釉色泛灰，色豔者少，透明釉較厚，形成青花、釉裡紅難辨。